# 張正學 (萬曆癸丑進士)
張正學（？—？），字宗儒，號儆辕，河南归德府睢州人。

## 生平
万历三十一年（1603年）癸卯科河南乡试举人，四十一年（1613年）癸丑科進士，兵部觀政，四十二年授順天府儒學教授，四十三年升國子監助教，四十五年升刑部主事，四十七年升江西司员外郎，四十八年升廣西司郎中，天啓元年（1621年）官至庐州府知府，下车即修学宫，锄衙蠹，每曰：凡做事只要自己心上打得过便为之。四年升两浙盐运使，五年考察致仕。居乡最善，人称为“善张”。

## 家族
曾祖张俸。祖父张同。父張權。